# サンマ科
サンマ科（学名：Scomberesocidae）は、ダツ目に所属する魚類の分類群の一つ。外洋の表層を遊泳して生活するグループで、サンマなど2属4種が記載される。

## 分布・生態
サンマ科の魚類はすべて海水魚で、世界中の熱帯・温帯域の外洋に幅広く分布する。所属する4種の分布域はそれぞれ異なり、日本近海にも回遊する大型種のサンマ（Cololabis saira）は北太平洋に、同属の小型種である タイヘイヨウミニサンマC. adocetus は太平洋中央部から東部にかけての熱帯域に生息する。一方、Scomberesox 属の大型種 S. saurus （2亜種を含む）は北大西洋ニシサンマ（S. saurus saurus）および南半球の温帯域ハシナガサンマ（S. saurus scombroides）に、ミニサンマ
S. simulans は大西洋とインド洋の熱帯域に分布する。このように、いずれの属も熱帯性の強い小型種と、温帯域に広い分布範囲をもつ大型種に分けられ、両属の進化系統を反映しているとみられている。
本科魚類は外洋の表層で大きな群れを形成し、マグロなど大型回遊魚の重要な餌生物となっている。太平洋のサンマと大西洋の S. saurus は漁業対象種であり、日本を含む世界各地で食用として利用される。卵は粘着性で、流れ藻など海面上の漂流物に産卵する。肉食性で、小型の甲殻類や小魚を主に捕食する。

## 形態

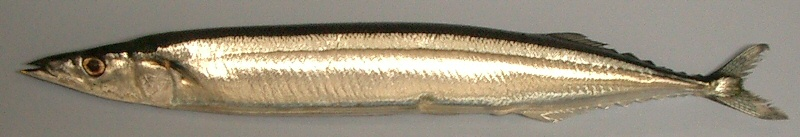
サンマ（Cololabis saira）。本科魚類は細長い体と、背鰭・臀鰭の後方に並ぶ小離鰭を特徴とする

サンマ科の仲間は、一般に細長く紡錘形の体をもつ。体色は全体的に銀白色で、背部はやや暗色調となる。大型種は全長40-50cmにまで成長する一方、小型種は5-13cm程度にしかならない。口と歯は比較的小さく、いずれの種も稚魚の段階では短い顎をもつ。成魚の顎は上下とも細長く嘴状に伸びたものから、下顎が突き出たものまでさまざま。浮き袋をもたず、小型種の卵巣は片側にしかない。
背鰭と臀鰭は体の後方に位置し、鰭条はそれぞれ14-18本、16-21本。背鰭と臀鰭の後方に4-7個の小離鰭をもつことが大きな特徴で、小離鰭をもたない近縁のダツ科魚類との重要な鑑別点となっている。Scomberesox 属の属名は、同様に小離鰭が特徴のサバ属（Scomber、サバ科）と、細長い体型をもつカワカマス属（Esox、カワカマス科）を組み合わせたものである。鱗は小さく、正中線に沿って小型種では70-91枚、大型種では107-148枚が並ぶ。椎骨は54-70個。

## 分類

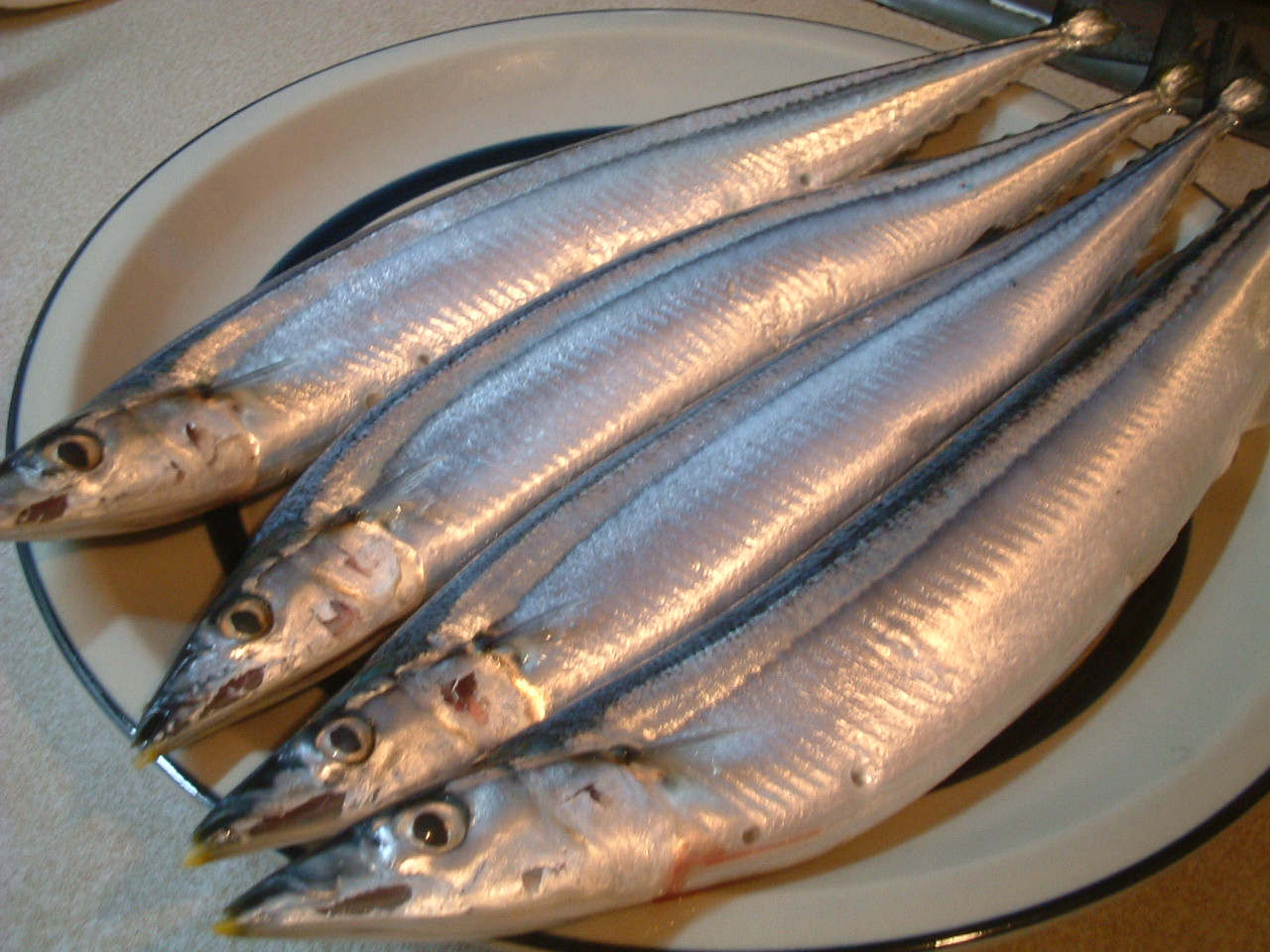
サンマ（Cololabis saira）。日本近海で季節回遊を行い、秋の味覚として馴染みが深い。両顎はさほど伸長しない

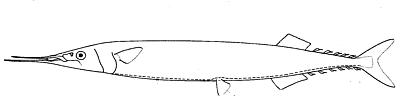
サンマ科の1種（Scomberesox saurus）。大西洋において一般的な種類で、両顎は細長く伸びる

サンマ科は古くから独立の科として分類されてきたが、2000年代の塩基配列に基づく分子生物学的解析の多くは、本科の単系統性を否定している。本科はダツ科の一属である Belone 属の姉妹群であり、ダツ科の内部に含められることで単系統群を構成するとみられている。
サンマ科にはNelson（2006）の体系において2属4種が認められている。2属のうちの小型種を Nanichthys 属および Elassichthys 属に分割し、4属4種として扱う場合もあるほか、S. saurus を2亜種（S. saurus saurus および S. saurus scombroides）に分ける見解も存在する。
- サンマ属 Cololabis
  - 太平洋ミニサンマ Cololabis adocetus J. E. Böhlke, 1951 (Saury)
  - サンマ Cololabis saira Brevoort, 1856 (Pacific saury) [7]
- ニシサンマ属 Scomberesox
  - ニシサンマ Scomberesox saurus (Walbaum, 1792) (Atlantic saury)
  - ハシナガサンマ Scomberesox scombroides (J. Richardson, 1843) (King gar)
  - 大西洋ミニサンマ Scomberesox simulans (C. L. Hubbs & Wisner, 1980) (Dwarf saury) [8]